# Perzische woestijnmuis
De Perzische woestijnmuis (Meriones persicus)  is een zoogdier uit de familie van de Muridae. De wetenschappelijke naam van de soort werd voor het eerst geldig gepubliceerd door Blanford in 1875.